# باب فان ازدل
باب فان ازدل (انگلیسی: Bob Van Osdel; ۱ آوریل ۱۹۱۰ – ۶ آوریل ۱۹۸۷) ورزشکار دو و میدانی اهل ایالات متحده آمریکا بود.